# Marie-Christine Aulas
Marie-Christine Faure, un tempo coniugata Aulas (Orano, 10 marzo 1945 – Marsiglia, 27 giugno 2024), è stata una politica francese, esponente dei Verdi ed europarlamentare dal 1989 al 1991.

## Biografia

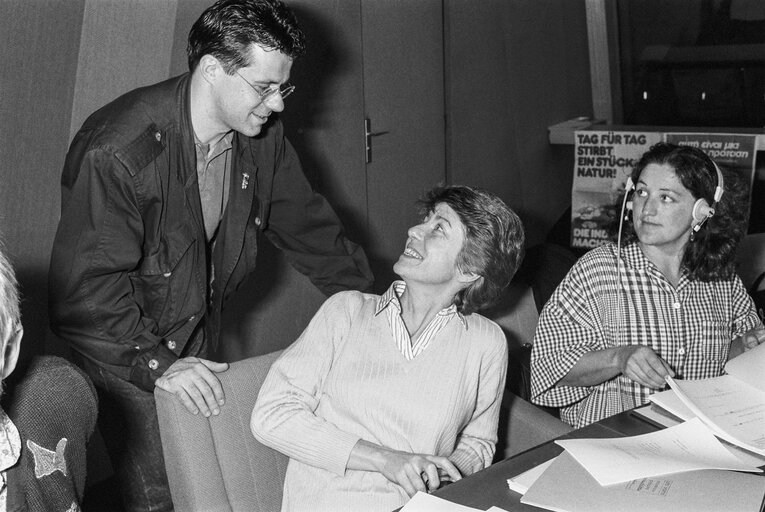
Marie-Christine Aulas con Bruno Boissière nel 1990

Nata e cresciuta in Algeria, Marie-Christine Faure si laureò in antropologia e conseguì un dottorato in scienze politiche a Parigi. Lavorò successivamente come giornalista e pubblicò articoli su Le Monde diplomatique. Negli anni Ottanta collaborò con la rivista Middle East Report, edita dal gruppo di ricerca Middle East Research and Information Project. Fu inoltre autrice e co-autrice di libri sulla politica e le società del Medio Oriente, dell'Estremo Oriente e dell'Africa, in particolare dell'Egitto.
Successivamente, intraprese l'attività politica con i Verdi. Prese parte come candidata alle europee del 1989, sesta nella lista dei Verdi, risultando eletta al Parlamento europeo. Fu vicepresidente della commissione per lo sviluppo e la cooperazione e delegata all'Assemblea paritetica della convenzione tra gli Stati dell'Africa, dei Caraibi e del Pacifico e la CEE. Durante la sua permanenza al Parlamento europeo, Marie-Christine Aulas fu un'accanita oppositrice della guerra e puntò spesso l'attenzione sulla condizione della Palestina. Lasciò il seggio a dicembre del 1991, come da prassi per i Verdi che cedevano il posto ai colleghi non eletti; fu succeduta da Renée Conan.
Marie-Christine Aulas morì a Marsiglia il 27 giugno 2024, all'età di 79 anni.